# Svatba naoko
Svatba naoko je lidová komická opera o čtyřech obrazech českého skladatele Otmara Máchy. Libreto napsal – za jazykové spolupráce Stanislava Kinzla – Vojtěch Trapl podle své veselohry Všechno se rozhodne na svatbě z roku 1973. Opera vznikla v letech 1974–1977 a nikdy nebyla provedena.

## Charakteristika a historie opery
Traplovo libreto nese všechny znaky dobové veselohry a nese potenciál spíše pro televizní komedii než pro operu, pro niž chybí přesvědčivá zápletka. Máchovi dalo příležitost pracovat s různými hudebními styly: ironicky s popovou (instrumentace zahrnuje dvě elektrické kytary!) a dechovkovou hudbou, se skutečným zájmem pak s lidovou hudbou (včetně původních lidových textů). Přitom se celkově jedná o hudbu kompozičně a zejména interpretačně dosti náročnou.
Skladatel se později od tohoto díla odvrátil: „Napsal jsem dvouhodinovou operu, Svatba naoko se jmenovala, měla sedmdesát pět stránek, kulhala na libreto, a tak jsem ji venku na ohništi spálil. Vím, co pustit na veřejnost.“ Klavírní výtah opery však zůstává dostupný u nakladatele.

## Děj opery
Na chodské vesnici se chystá svatba: místní dívku si má brát chlapec z městské rodiny. Nevěstina rodina, jinak průměrně zámožná, si dává záležet na opulenci slavnosti i kvalitě darů, ale rodina ženicha se nedává zahanbit a přichází s vlastními domácími spotřebiči – a současně vlastními představami o průběhu svatby. Tak spolu soupeří dechovka vesnických svatebčanů s bigbítovou kapelou z města. Furianství obou rodin přeroste v roztržku nejen mezi svatebčany, ale nakonec i mezi snoubenci samotnými. Ale protože bohatá svatební hostina je přichystána – dokonce hned dvě! – a četní příbuzní a místě, rozhodnou se obě rodiny, že alespoň uspořádají svatbu „naoko“, aby lidé neřekli a jídlo se nemuselo vyhodit. Organizace této fingované svatby se ujme nejpovolanější osoba – vyhlášený lidový družba, dudák a nevěstin kmotr Babor, který neskrblí námahou, aby uspořádal všechny příslušné lidové obřady. Kouzlo lidových písní a tanců nakonec snoubence a jejich rodiny usmíří a svatba se může konat doopravdy.